# Alfredo Dibona
Alfredo Dibona (Cortina d'Ampezzo, 26 ottobre 1936 – Ospitale, 23 dicembre 2011) è stato un fondista italiano.

## Biografia
Nato nel 1936 a Cortina d'Ampezzo, in provincia di Belluno, entrò in Nazionale nel 1957, a 21 anni.
A 23 anni partecipò ai Giochi olimpici di Squaw Valley 1960, chiudendo 25º con il tempo di 3h33'31"6 nella 50 km.
Fu tra gli ideatori della Granfondo Dobbiaco-Cortina .
Morì a fine 2011, a 75 anni.